# Efecte Bohr

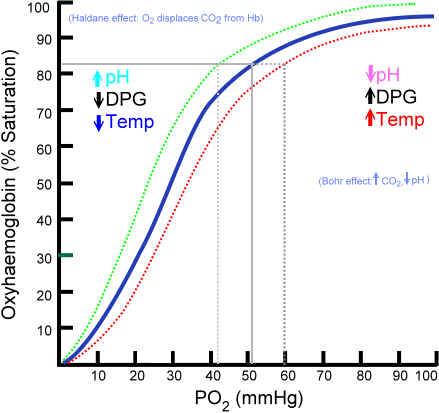
Corba de dissociació de l'hemoglobina. La línia de punts vermella correspon al desplaçament causat per l'efecte Bohr

L'efecte Bohr és una propietat de l'hemoglobina descrit inicialment el 1904 pel fisiòleg danès Christian Bohr (pare del físic Niels Bohr), que estableix que un increment de la concentració de protons i/o de diòxid de carboni suposa la disminució de l'afinitat de l'hemoglobina per l'oxigen.

## Acoblament del protó i l'oxigen
En la desoxihemoglobina, els grups amino N-terminal de les subunitats α i la histidina C-terminal de les subunitats β participen en parells iònics. La formació de parells iònics provoca una disminució de l'acidesa. Així, la desoxihemoglobina s'uneix a un protó per cada dues molècules d'O₂ alliberades. En l'oxihemoglobina, no hi ha aquests parells iònics i aquests grups augmenten l'acidesa. Conseqüentment, s'allibera un protó per cada dues molècules d'O₂ que s'uneixen.

## Rol fisiològic
Aquest efecte facilita el transport d'oxigen, ja que l'hemoglobina uneix l'oxigen als pulmons, on el pH és més elevat, i l'allibera als teixits, on la concentració de protó és més elevada a causa de l'activitat metabòlica, que genera diòxid de carboni. El CO₂, al seu torn, està en equilibri amb l'hidrogencarbonat, segons la reacció:
CO₂ + H₂O {\displaystyle \rightleftharpoons } H₂CO₃ {\displaystyle \rightleftharpoons } H+ + HCO₃−
Aquesta reacció està catalitzada per enzims de la família anhidrasa carbònica, presents als glòbuls vermells.